# Nave di Oseberg
La nave di Oseberg è un esempio molto ben conservato di karvi, una tipica nave vichinga da carico (e talvolta da guerra), scoperta in un grande tumulo presso una fattoria di Tønsberg, nell'odierna contea di Vestfold, in Norvegia. Nel tumulo venne scoperto anche un ricco corredo funerario e due scheletri di donna. La data in cui la nave fu trasportata all'interno del tumulo è successiva all'834, anche se alcune parti di essa risalgono agli inizi del IX secolo e la nave stessa è probabilmente più antica. Gli scavi furono condotti dagli archeologi Gabriel Gustafson e Haakon Shetelig nel biennio 1904-1905. La nave, uno dei più importanti reperti giunti a noi dall'epoca vichinga; insieme ad alcuni degli oggetti trovati nello stesso luogo, è conservata al Museo delle navi vichinghe di Oslo.

## Descrizione
La nave è l'esempio "classico" di lunga nave vichinga. Costruita quasi interamente in legno di quercia, lunga circa 21 metri e larga 5, con un albero alto 9 o 10 metri. Con una vela di circa 90 metri quadrati essa poteva raggiungere i 10 nodi di velocità. Nell'imbarcazione sono presenti 15 coppie di buchi per i remi, un largo timone ed un'àncora in ferro. La prua e la poppa sono decorate con complesse incisioni nel caratteristico stile animalistico chiamato stile Oseberg. Benché destinata alla navigazione in mare, la nave è piuttosto fragile e si pensa quindi che sia stata utilizzata esclusivamente per spostamenti lungo la costa.
La prua termina a spirale, con un testa di serpente, e la poppa termina a coda. Il serpente dal corpo spiraliforme doveva diventare motivo iconografico comune nei gioielli pendenti del periodo medio-vichingo: per di più, alcuni testi del XIII secolo fanno riferimento a navi da guerra definendole "dragoni" o "serpenti". Lungo la prua della nave sono intrecciati animali in stile animalistico Urnes, intagliati a bassorilievo, perfettamente disegnati a seguire il profilo del pannello; lo stesso artista scolpì presumibilmente i grassi e divertenti animali prensili posti sul tingl, il pannello di separazione della prua all'interno dell'imbarcazione.

## Gli scheletri
Nella tomba vennero trovati i resti di due donne: una di queste aveva un'età compresa fra i 60 ed i 70 anni e soffriva di artrite e di altre malattie, mentre l'altra aveva un'età compresa fra i 25 ed i 30 anni. Non è chiaro se e quale di queste due figure fosse la più importante o se una delle due sia stata sacrificata per accompagnare l'altra nell'oltretomba, anche se l'opulenza degli oggetti trovati all'interno della tomba lasciano immaginare che ci si trovi di fronte ad una sepoltura destinata ad una persona di alto rango. Una delle donne indossava un vestito di lana rossa ed un velo di lino bianco, mentre l'altra indossava un vestito di lana blu più semplice ed un velo anch'esso di lana. Nessuna delle due indossava qualcosa fatto interamente di seta, benché alcune piccole strisce di seta fossero attaccate su di una tunica indossata sotto il vestito rosso.
Un'analisi dendrocronologica degli oggetti in legno trovati nella camera funeraria permettono di datare la tomba all'autunno dell'834. Pur rimanendo sconosciuta l'identità delle due donne, è stato suggerito che una di esse possa essere la regina Åsa Haraldsdottir di Agder della dinastia Yngling, moglie di Gudrød il Cacciatore, madre di Halfdan il Nero e nonna di Harald I di Norvegia, il primo re del paese. Gli studiosi comunque non concordano con questa teoria e alcuni ritengono che lo scheletro possa appartenere ad una sacerdotessa. Sulla nave, oltre ai due scheletri umani, furono ritrovati anche i resti di 14 cavalli, un bue e tre cani.
Successivi esami sui resti umani hanno permesso di scoprire molte cose sullo stile di vita delle due donne. La donna più giovane mostra una clavicola rotta, il che ha fatto inizialmente pensare ad un sacrificio umano, ma si è successivamente scoperto che l'osso presenta segni evidenti del fatto che la frattura venne curata per un certo periodo di tempo. I denti della donna mostrano segni che lasciano intendere che ella facesse uso di uno stuzzicadenti in metallo, un lusso molto raro nel IX secolo.
Secondo altri esami la donna più anziana aveva un tumore che ne ha probabilmente causato la morte. Ella soffriva inoltre della sindrome di Morgagni, un disturbo ormonale che le dovrebbe aver conferito un aspetto mascolino, barba compresa. Entrambe le donne avevano una dieta a base di carne, un altro lusso in un tempo in cui la maggioranza delle popolazioni norrene mangiavano pesce. Gli studi non sono invece potuti essere condotti sul DNA dei resti, poiché ne è stato ritrovato troppo poco; è quindi risultato impossibile stabilire se gli scheletri appartenessero a due donne imparentate fra di loro, per esempio una regina e sua figlia o sua nipote.

## Corredo funerario
La tomba venne violata durante l'antichità, cosa che spiega l'assenza di metalli preziosi. Ciò nonostante, durante gli scavi dell'inizio del XX secolo sono stati portati alla luce un gran numero di manufatti ed oggetti della vita di tutti i giorni, tra cui 4 slitte finemente decorate ed un carro a quattro ruote riccamente intarsiato. Fra gli oggetti della vita comune sono stati trovati vestiti di lana, tessuti di seta importata e piccoli arazzi. Il sito di Oseberg è uno dei pochissimi in cui sono stati trovati esempi dell'arte tessile vichinga, oltre ad aver conservato l'unico carro a 4 ruote vichingo che sia giunto completo fino a noi. La tomba risale al periodo in cui veniva usato il cosiddetto "valknut" ed è uno dei pochi siti di quest'epoca giunti fino a noi.

## Galleria d'immagini

Nave di Oseberg
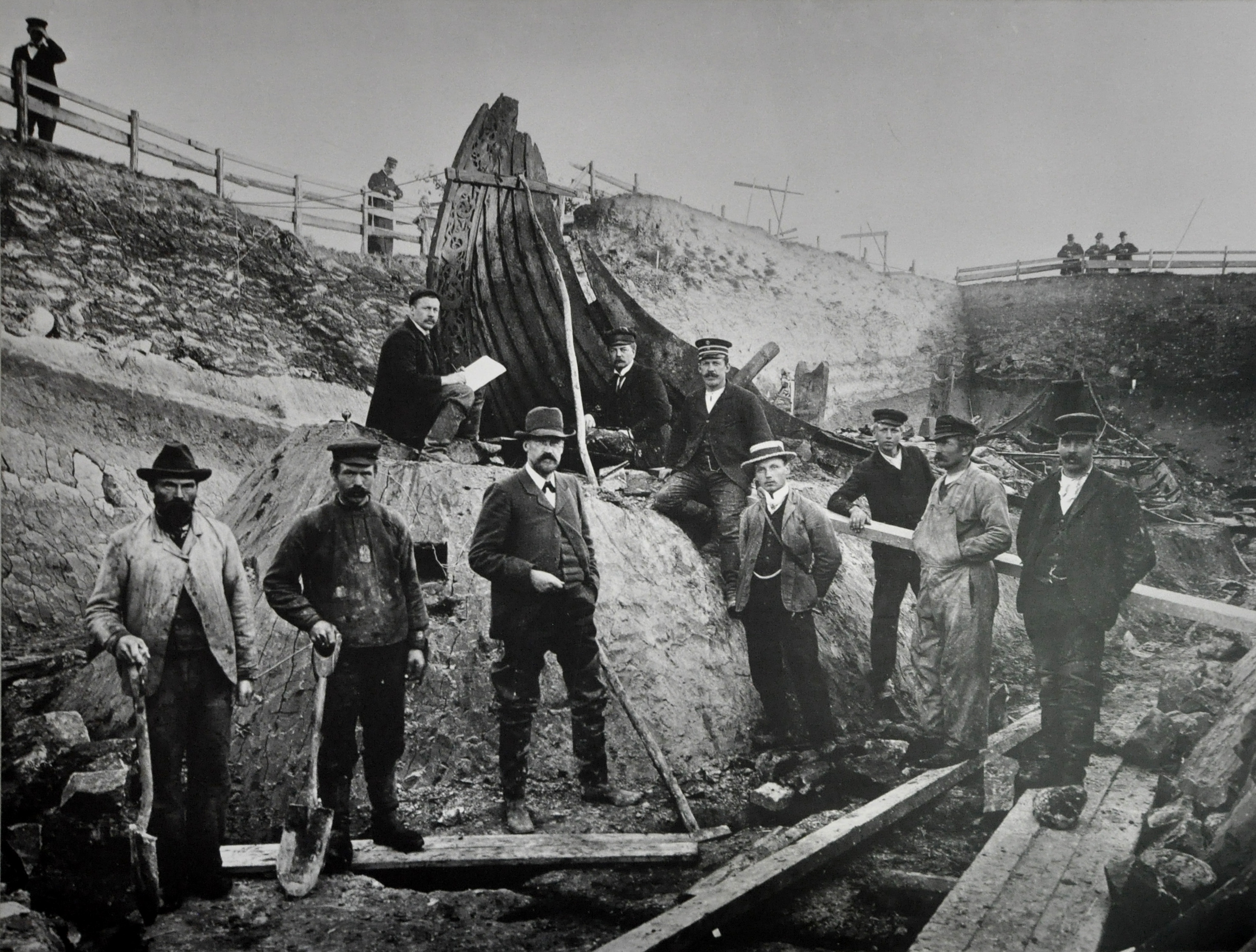
Sito di scavo della nave Oseberg, 1904-1905
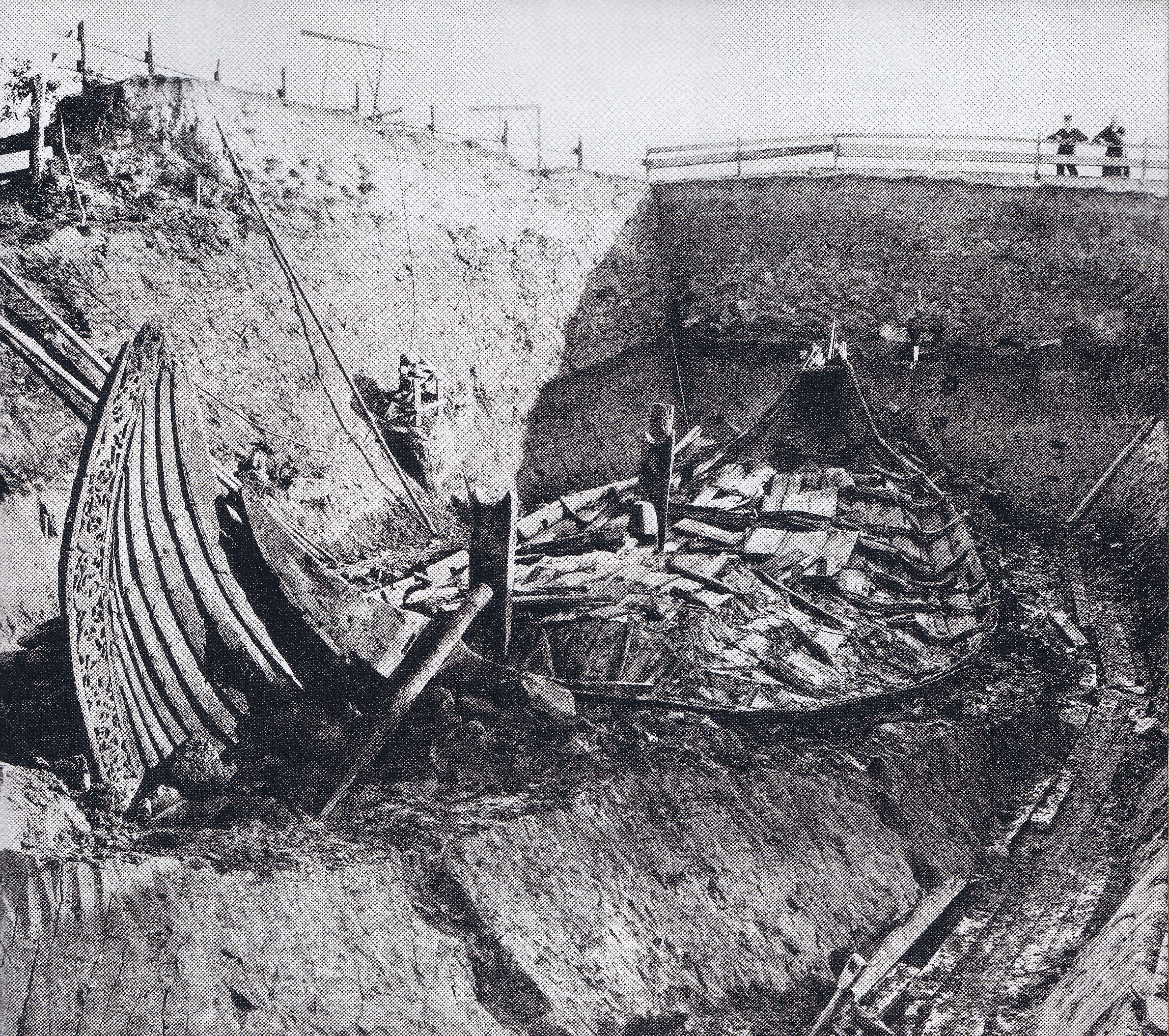
La nave Oseberg durante le fasi di scavo nel sito
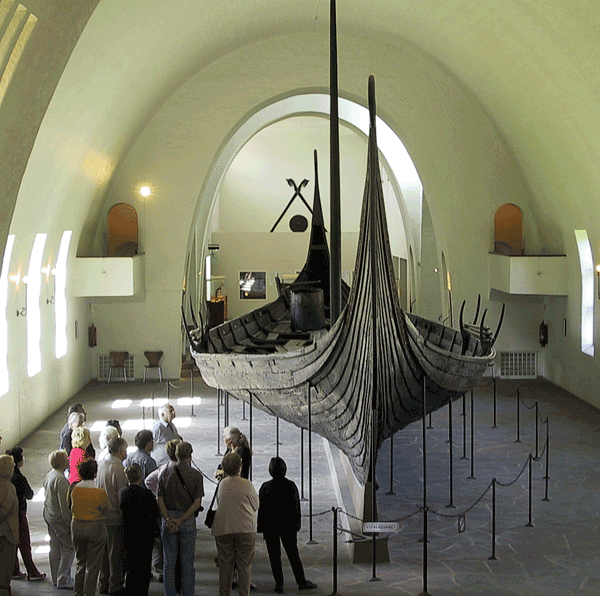
La nave di Oseberg nel museo di Oslo
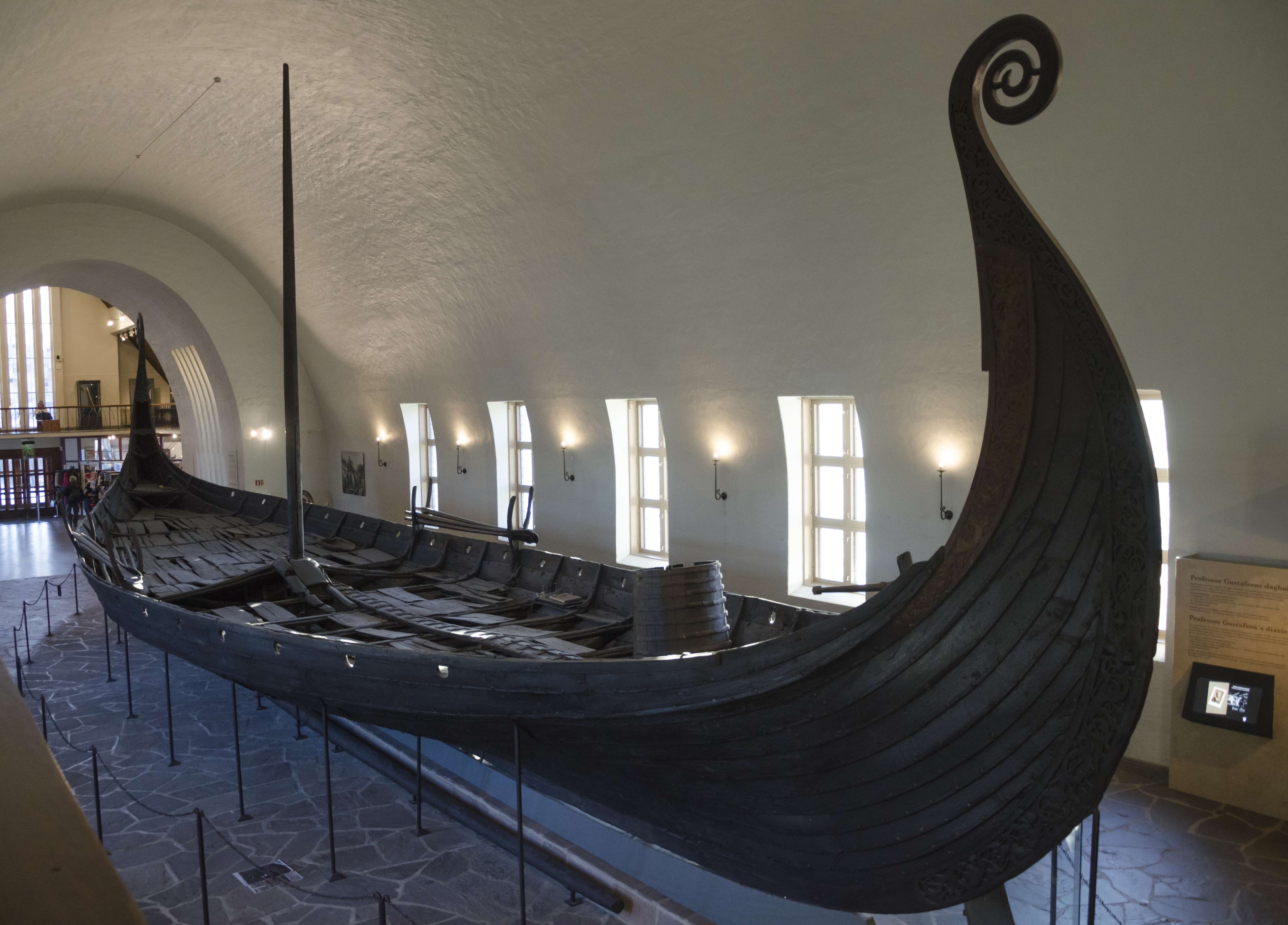
Altra vista della nave Oseberg
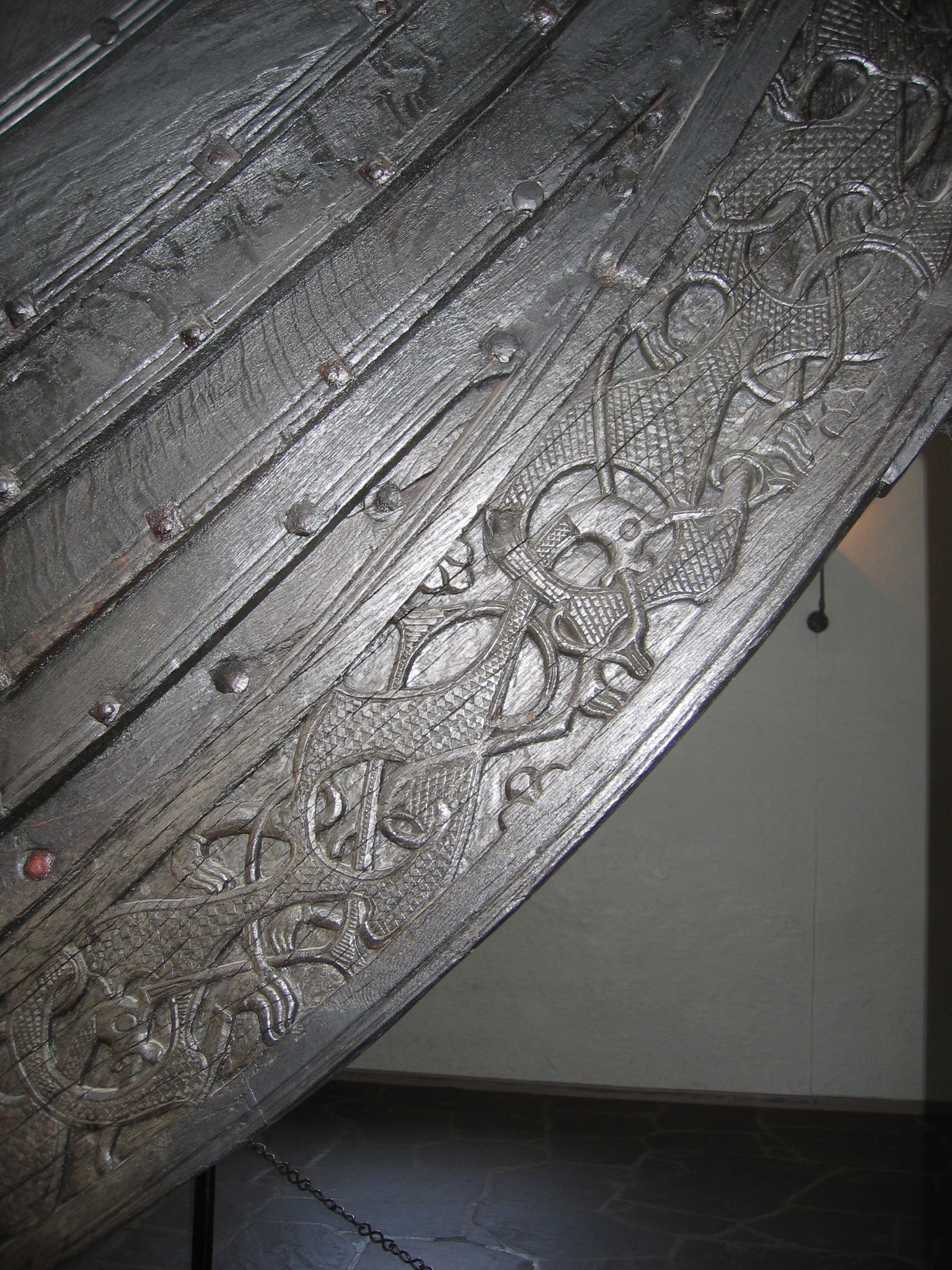
Un dettaglio della decorazione zoomorfa della nave
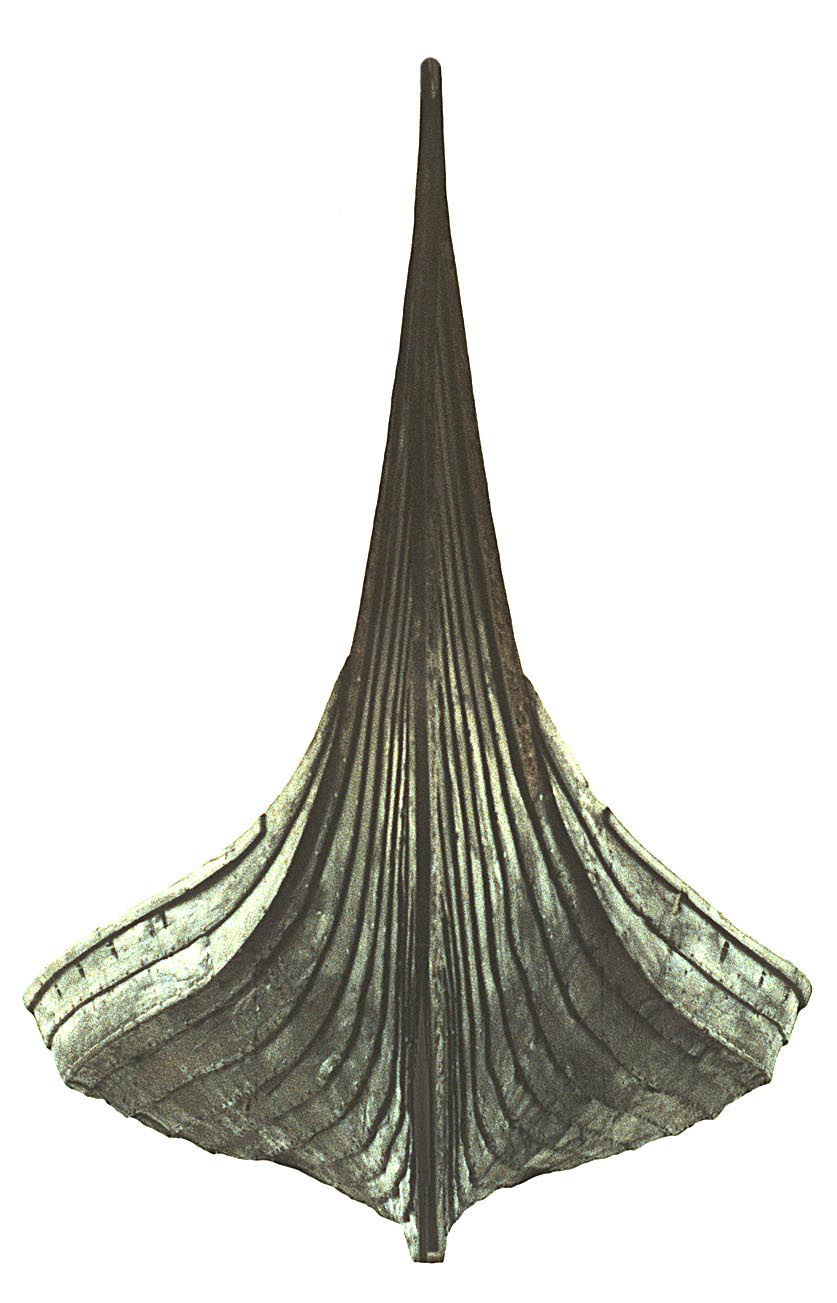
Vista frontale dell'imbarcazione